# Topologie compacte-ouverte
En mathématiques, la topologie compacte-ouverte (ou topologie de la convergence compacte) est une topologie définie sur l'ensemble des applications continues entre deux espaces topologiques. C'est l'une des topologies les plus utilisées sur un tel espace fonctionnel, et elle est employée en théorie de l'homotopie et en analyse fonctionnelle. Elle a été introduite par Ralph Fox en 1945.

## Définition
Soient X et Y deux espaces topologiques et C(X,Y) l'espace des applications continues de X dans Y. Pour toute partie compacte K de X et tout ouvert U de Y, notons V(K,U) l'ensemble de toutes les applications f∊C(X,Y) telles que f(K)⊂U. Alors, la topologie compacte-ouverte sur C(X,Y) est celle qui y est engendrée par l'ensemble de tous ces V(K,U), qui en forme ainsi une prébase.

## Propriétés
- Si ∗ désigne l'espace singleton, C(∗, Y) (muni de la topologie compacte-ouverte) est homéomorphe à Y.
- Si Y est localement compact alors la composition de fonctions C(Y, Z)×C(X, Y) → C(X, Z), (f, g) ↦ f∘g est continue (les trois espaces de fonctions étant munis de la topologie compacte-ouverte et C(Y, Z)×C(X, Y) de la topologie produit).
- Si Y est localement compact alors l'application d'évaluation C(Y, Z)×Y→Z, (f, x) ↦ f(x) est continue[3] (c'est une conséquence des deux propriétés précédentes).
- Si Y est localement compact et si C(Y, Z) est muni de la topologie compacte-ouverte, alors l'application naturelle de l'ensemble C(X×Y, Z) dans l'ensemble C(X, C(Y, Z)) est bijective[4], si bien que l'espace topologique C(Y, Z) représente le foncteur contravariant X ↦ C(X×Y, Z).
- Si Y est un espace T0, T1, séparé, régulier ou de Tychonov alors C(X, Y) aussi.
- Si X est séparé on peut, dans la définition ci-dessus d'une prébase de C(X, Y), se limiter aux U appartenant à une prébase de Y.
- Si Y est un espace uniforme (par exemple un espace métrique) alors, sur C(X, Y), la topologie compacte-ouverte est induite par la structure uniforme de la convergence uniforme sur tout compact.
- Si X est compact et si Y est métrisable par une distance d, alors la topologie compacte-ouverte sur C(X, Y) est celle de la convergence uniforme. Elle est donc métrisable, par la distance e définie par e(f, g) = sup{d(f(x), g(x)) : x ∊ X}. Plus généralement, si X est σ-compact, et Y métrisable, la topologie compacte ouverte sur C(X,Y) est métrisable, et complète si Y est complet.
- Si Y est compact, le groupe des  homéomorphismes de Y dans lui-même, muni de la topologie compacte-ouverte, est un groupe topologique[5] (tandis que si Y est seulement localement compact, l'application f ↦ f−1 peut ne pas être continue, même si Y est de plus métrisable[6]).
- Si X est localement compact, alors deux applications de C(X,Y) sont homotopes si et seulement si elles sont dans la même composante connexe par arcs de C(X,Y) pour la topologie compacte-ouverte.

## Variante pour les applications Fréchet-différentiables
Soient X et Y deux espaces de Banach sur le même sous-corps de C, U un ouvert de X, et Cm(U, Y) l'ensemble de toutes les applications continûment m-Fréchet-différentiables de U dans Y. Sur cet ensemble, on définit pour tout compact K de U une semi-norme pK par :
{\displaystyle p_{K}(f)=\sup\{\|D^{j}f(x)\|~;~x\in K,~0\leq j\leq m\}.}
Muni de toutes ces semi-normes, Cm(U, Y) est un espace localement convexe dont la topologie est encore appelée « topologie compacte-ouverte ».[réf. souhaitée]